# 2023년 조 바이든의 우크라이나 방문

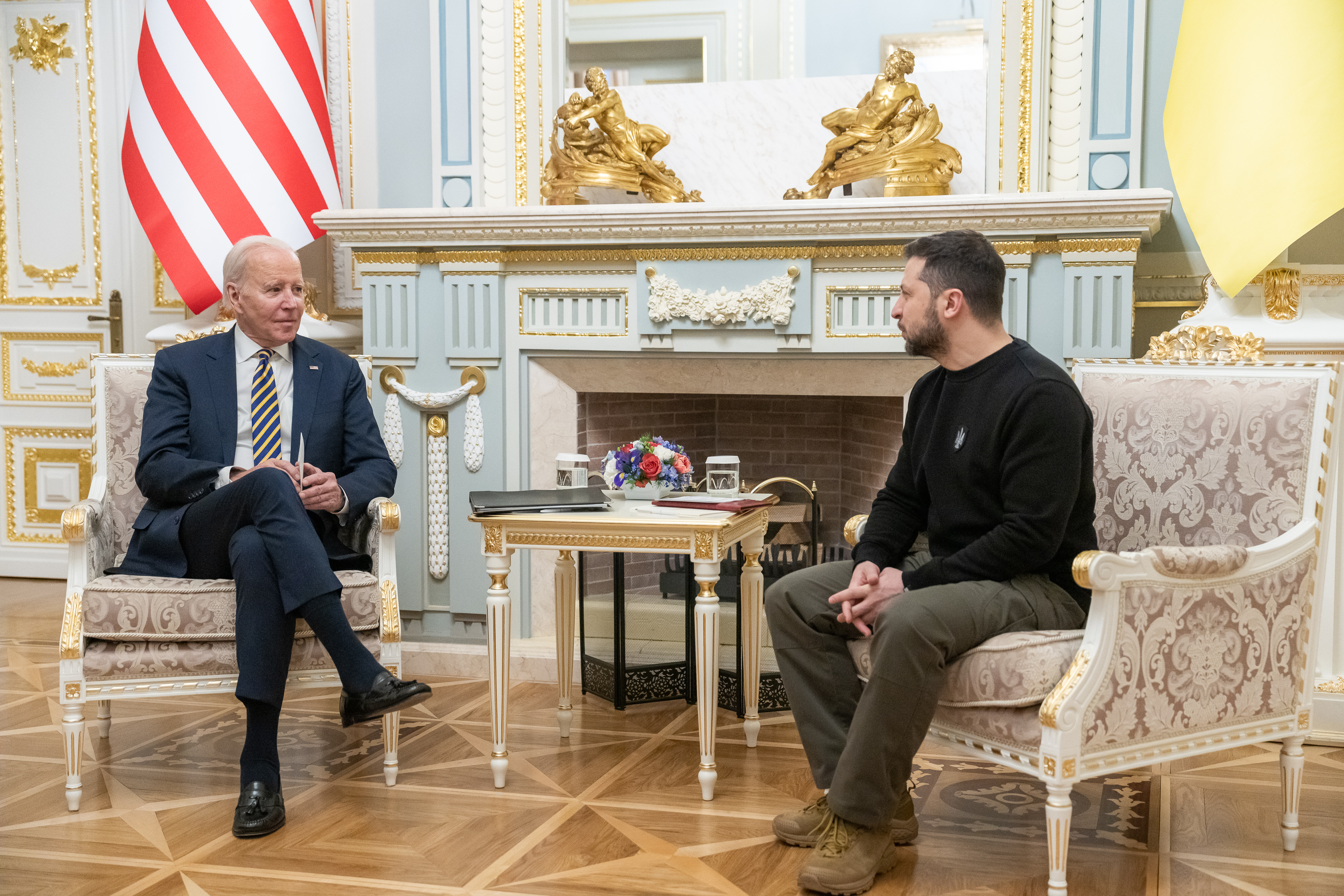

2023년 2월 20일, 조 바이든 미국 대통령이 러시아의 우크라이나 침공 이후 처음으로 우크라이나 수도 키이우를 방문했다. 보안 문제로 인해 그의 여행 계획은 그가 도착하기 전에 공개되지 않았으며, 3일 전에 비밀을 맹세한 기자 두 명만 그와 동행했다.
이번 방문은 우크라이나가 블라디미르 푸틴 러시아 대통령의 주요 연설을 하루 앞둔 날이자 본격적인 침공 1주년을 나흘 앞둔 천계백일을 기념하는 날 이뤄졌다. 여행은 총 24시간 동안 지속되었으며, 그 중 대부분은 장거리 기차 여행으로 이루어졌다. 키이우에서 열린 5시간의 회의 동안 바이든은 우크라이나에 대한 추가 군사 지원 5억 달러를 발표했다.
바이든의 방문은 미국에서 주로 정당 노선에 따라 엇갈린 반응을 보였다. 현직 미국 대통령이 미군의 통제를 받지 않는 분쟁 지역을 방문한 것은 현대 역사상 처음이며, 미국 남북전쟁 당시 에이브러햄 링컨 이후 대통령이 전투 지역에 가장 가까이 다가간 경우다. 미 국방부와 비밀경호국은 키이우 방문을 반대했다.

## 배경
2022년 2월 24일, 러시아는 우크라이나에 대한 전면적인 침공을 시작했다. 전쟁 내내 미국은 우크라이나 침공이 시작된 이래로 미화 270억 달러 이상의 안보 지원을 제공하면서 우크라이나의 가장 큰 지지자였다.
펜타곤과 미국 비밀경호국은 바이든의 키이우 방문을 반대했고, 폴란드 국경 근처나 우크라이나 서부 르비우에서 회담이 있을 가능성이 있다는 소문이 돌았다. 이번 방문은 또한 여론조사에 따르면 미국이 우크라이나에 무기를 공급하는 것에 대한 지원을 완화하는 중에 이루어졌다.

## 같이 보기
- 2023년 시진핑의 러시아 방문